# 리온 브릿지스
토드 마이클 "리온" 브릿지스(영어: Todd Michael "Leon" Bridges, 1989년 7월 13일 ~ )는 미국의 솔 가수, 송라이터, 음반 프로듀서이다. 브릿지스의 데뷔 앨범인 Coming Home은 2015년 6월 23일 컬럼비아 레코드에서 발매되었으며, 이후 제58회 그래미 어워드에서 최우수 R&B 앨범 부문 후보에 올랐다.